# Peter Dronke
Peter Dronke (Colonia, 30 maggio 1934 – 23 aprile 2020) è stato un latinista tedesco naturalizzato britannico.
Medievista di origine tedesca poi naturalizzato britannico, FBA, si specializzò nello studio della letteratura latina medievale diventando uno dei maggiori studiosi della lirica in latino medievale. Una sua opera, The Medieval Lyric (1968), è considerata l'introduzione standard sull'argomento.

## Biografia
Dronke nacque a Colonia nel 1934. Nel 1939, tutta la sua famiglia, di origini ebraiche, si rifugiò in Nuova Zelanda sulla spinta della minaccia nazista. 
Conseguì un bachelor e un Master's degree all'Università Victoria di Wellington. Nel 1955 vinse un assegno di studio all'estero per il Magdalen College di Oxford
Nel 1961 ottenne una lectureship in latino medievale all'Università di Cambridge e divenne membro del Clare Hall nel 1964. Fu insignito di una readership nel 1979 e di una cattedra individuale in letteratura latina medievale nel 1989. Divenne Fellow of the British Academy nel 1984. Fu socio corrispondente della Medieval Academy of America.
Morì nel 2020. Era vedovo della medievista inglese Ursula Brown.

## Principali studi
- Medieval Latin and the Rise of the European Love-Lyric, 2 vols., (1965-6)
- The Medieval Lyric (1968)'
- Poetic Individuality in the Middle Ages: New Departures in Poetry 1000-1500 (1970)
- Women Writers of the Middle Ages: A Critical Study of Texts from Perpetua to Marguerite Porete (1984)
- Dante and Medieval Latin Traditions (1986)
- A History of Twelfth-Century Western Philosophy, editor (1988)
- Nine Medieval Latin Plays (1994)
- Sources of inspiration: studies in literary transformation : 400-1500, Edizioni di Storia e Letteratura, Roma, 1997 ISBN 88-900138-3-4